# Llista de comtats de Maine

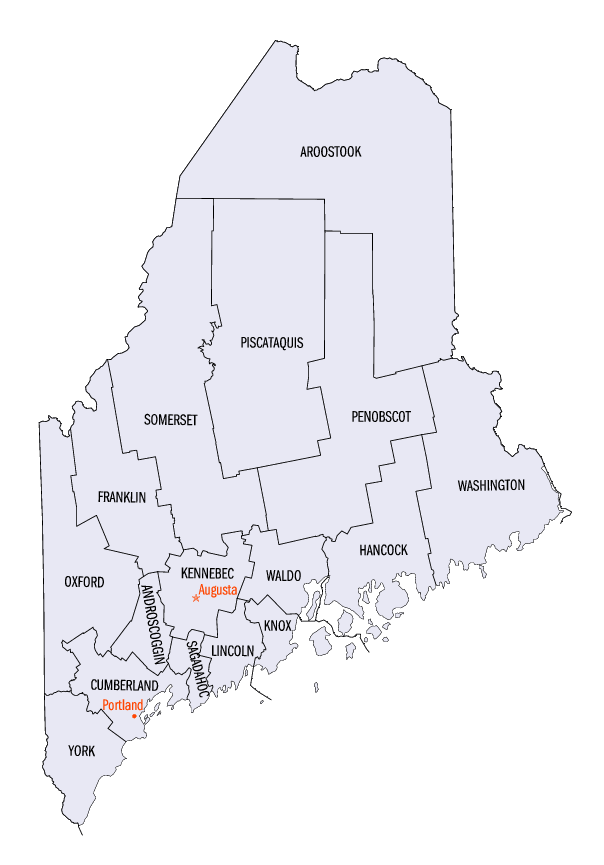
Mapa dels comtats de l'estat de Maine.

L'estat nord-americà de Maine s'organitza en 16 comtats que són subdivisions del govern estatal.
El comtat més poblat de l'estat és el comtat de Cumberland amb més de 300.000 d'habitants segons l'estimació del cens de 2024. Mentre que el comtat de Piscataquis és el de menys població amb menys de 17.500 habitants. Aroostook és el comtat més extens amb una superfície superior als 17.000 km², mentre que el comtat d'Androscoggin és el de menys extensió amb 1.287 km² de superfície.
L'abreviació postal de Maine és ME i el seu codi FIPS d'estat és el 23.

## Història
Abans de la condició d'estat, Maine formava oficialment part de l'estat de Massachusetts i s'anomenava Districte de Maine. Maine va obtenir la condició d'estat el 15 de març de 1820, com a part del Compromís de Missouri. Nou dels setze comtats actuals ja tenien les seves fronteres definides mentre Maine encara formava part de Massachusetts, i per tant són més antics que el mateix estat. Fins i tot després de 1820, la delimitació exacta de la frontera nord de l'estat de Maine va ser motiu de disputada amb la Gran Bretanya, fins que la qüestió es va resoldre amb el Tractat Webster-Ashburton, signat el 1842.

## Comtats actuals
| Nom del comtat | Seu del comtat | Data de creació | Origen | Etimologia del nom | Població (2024) | Superfície | Mapa                  |
| -------------- | -------------- | --------------- | --- | --- | --------------- | ---------- | --------------------- |
| Androscoggin   | Auburn         | 1854            | A partir dels comtats de Cumberland, Kennebec i Lincoln.                                                                                    | Pel poble androscoggin (nom que deriva d'una anglicització del terme abnaki Ammoscongon).                               | 115.272         | 1.287 km²  | Comtat d'Androscoggin |
| Aroostook      | Houlton        | 1839            | A partir dels comtats de Penobscot i Washington.                                                                                            | A partir d'una paraula mi'kmaq que significa riu bonic.                                                                 | 66.776          | 17.687 km² | Comtat d'Aroostook    |
| Cumberland     | Portland       | 1761            | A partir del comtat de York. | Pel príncep Guillem August de Cumberland, fill de Jordi II del Regne Unit.                                              | 313.809         | 3.152 km²  | Comtat de Cumberland  |
| Franklin       | Farmington     | 1838            | A partir dels comtats de Kennebec, Oxford i Somerset.                                                                                       | Per Benjamin Franklin, un dels pares fundadors dels Estats Units.                                                       | 30.902          | 4.517 km²  | Comtat de Franklin    |
| Hancock        | Ellsworth      | 1790            | A partir dels comtats de Hancock (Massachusetts) i Lincoln.                                                                                 | Per John Hancock, president del Segon Congrés Continental durant la Declaració d'Independència dels Estats Units.       | 56.946          | 6.089 km²  | Comtat de Hancock     |
| Kennebec       | Augusta        | 1799            | Com a comtat de Kennebec (Massachusetts) i a partir del comtat de Lincoln.                                                                  | Pel riu Kennebec. | 128.461         | 2.463 km²  | Comtat de Kennebec    |
| Knox           | Rockland       | 1860            | A partir dels comtats de Lincoln i Waldo.                                                                                                   | Per Henry Knox, militar, polític i un dels pares fundadors dels Estats Units.                                           | 40.981          | 2.958 km²  | Comtat de Knox        |
| Lincoln        | Wiscasset      | 1760            | Com a comtat de Lincoln (Massachusetts) i a partir del comtat de York.                                                                      | Per la ciutat anglesa de Lincoln.                                                                                       | 36.491          | 1.813 km²  | Comtat de Lincoln     |
| Oxford         | Paris          | 1805            | Com a comtat d'Oxford (Massachusetts) i a partir dels comtats de Cumberland i York.                                                         | Probablement per la ciutat d'Oxford a Massachusetts.                                                                    | 60.039          | 5.633 km²  | Comtat d'Oxford       |
| Penobscot      | Bangor         | 1816            | Com a comtat de Penobscot (Massachusetts) i a partir del comtat de Hancock.                                                                 | Per la nació Penobscots.                                                                                                | 156.840         | 9.210 km²  | Comtat de Penobscot   |
| Piscataquis    | Dover-Foxcroft | 1838            | A partir dels comtats de Penobscot i Somerset.                                                                                              | Per una paraula abnaki que significa "braç del riu".                                                                    | 17.432          | 11.336 km² | Comtat de Piscataquis |
| Sagadahoc      | Bath           | 1854            | A partir del comtat de Lincoln. | Probablement d'una paraula abnaki que significa "boca d'un gran riu".                                                   | 37.582          | 958 km²    | Comtat de Sagadahoc   |
| Somerset       | Skowhegan      | 1809            | Com a Somerset (Massachusetts) i a partir del comtat de Kennebec.                                                                           | Pel comtat anglès de Somerset.                                                                                          | 51.338          | 10.606 km² | Comtat de Somerset    |
| Waldo          | Belfast        | 1827            | A partir dels comtats de Hancock, Kennebec i Lincoln.                                                                                       | Per Samuel Waldo, terratinent de Maine i soldat colonial al setge de Louisbourg de 1745.                                | 40.617          | 2.209 km²  | Comtat de Waldo       |
| Washington     | Machias        | 1790            | Com a Washington (Massachusetts) i a partir del comtat de Lincoln.                                                                          | Per George Washington, primer president dels Estats Units.                                                              | 31.383          | 8.430 km²  | Comtat de Washington  |
| York           | Alfred         | 1652            | Com a comtat de Yorkshire (Massachusetts), de la part sud del districte de Maine. Rebatejat com a comtat de York per Massachusetts el 1668. | Per la ciutat anglesa de York, lloc de naixement de Christopher Levett, un dels primers en intentar colonitzar la zona. | 220.143         | 3.292 km²  | Comtat de York        |